# Schienenverkehr auf Kuba

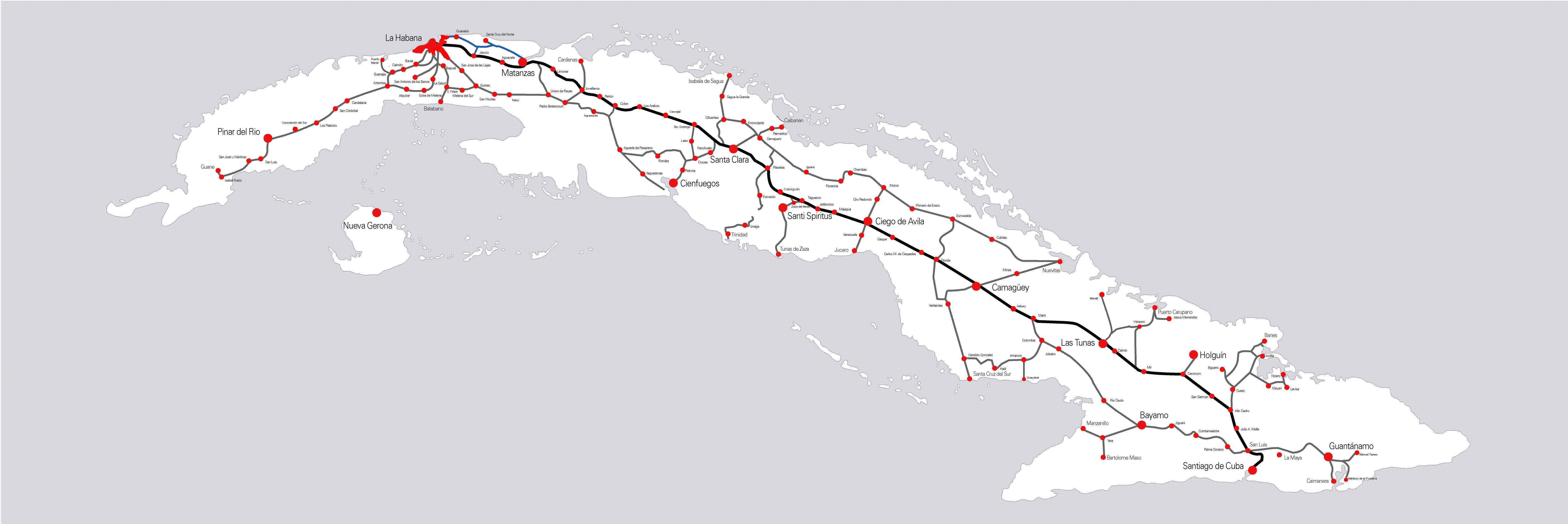
Normalspurstreckennetz der Ferrocarriles de Cuba

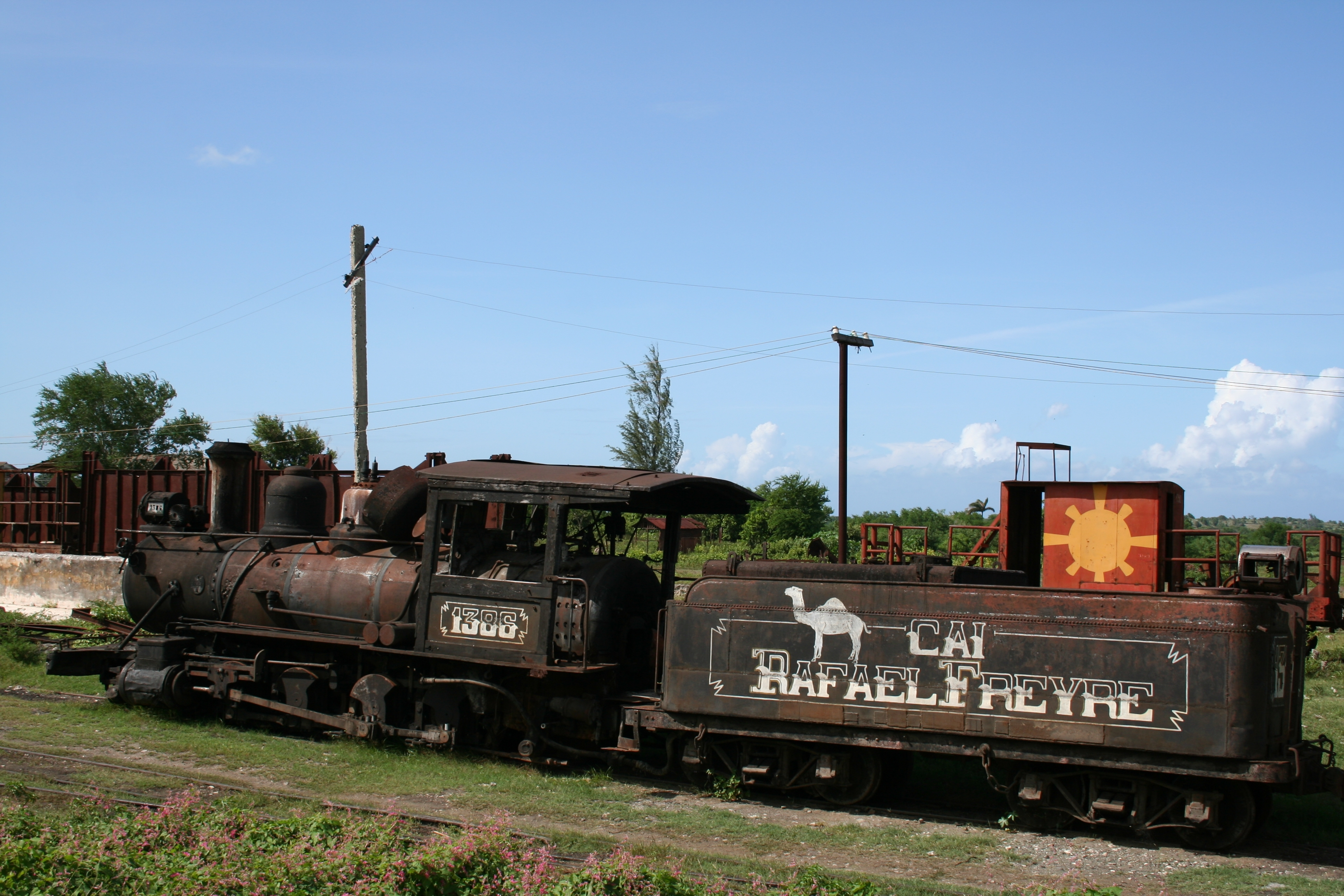
Schmalspurdampflokomotive auf dem Gelände der Zuckermühle Rafael Freyre

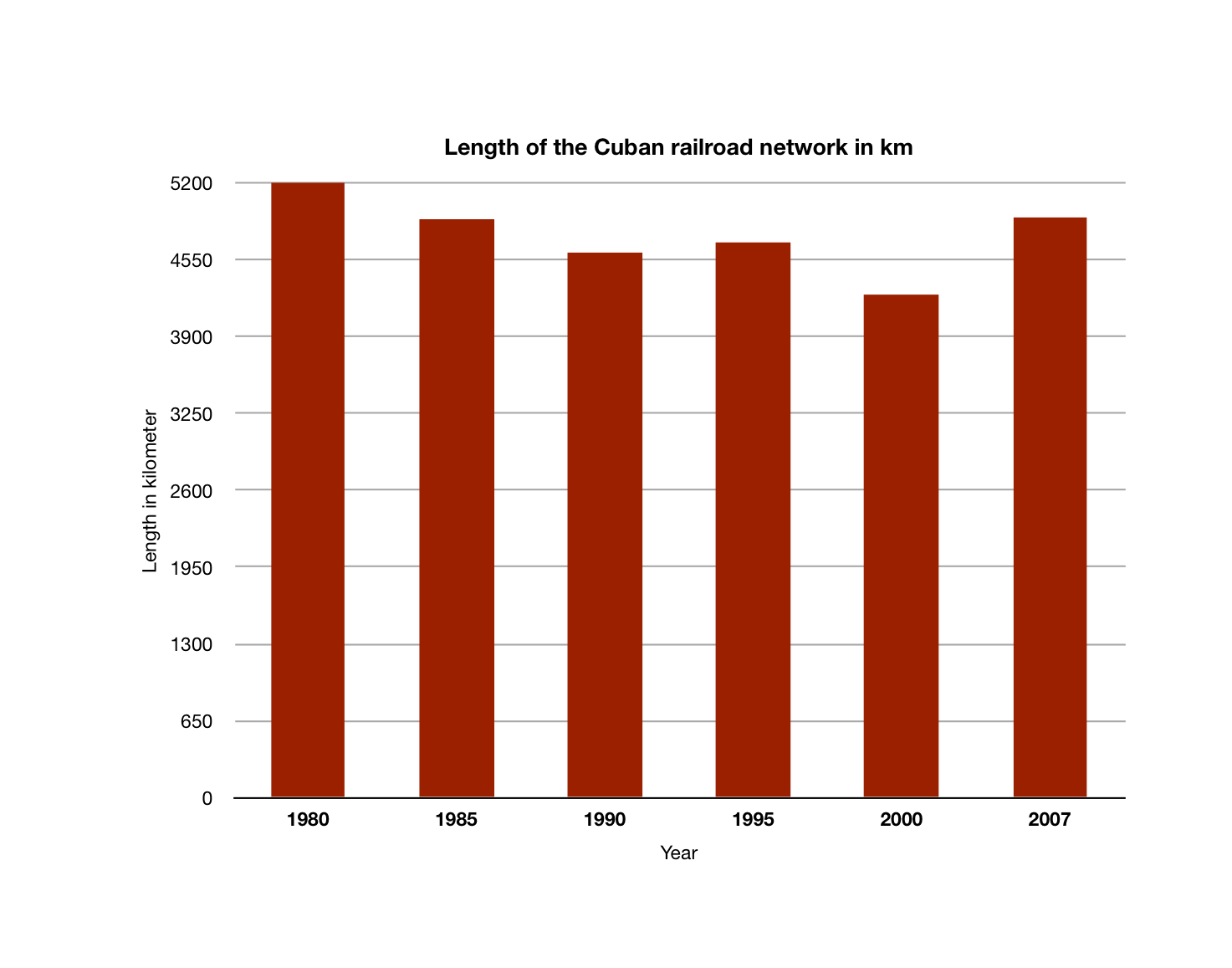
Länge des kubanischen Schienennetzes, 1980 bis 2007

Schienenverkehr auf Kuba gibt es seit 1836. Der größte Teil des heutigen Streckennetzes wird von der staatlichen Eisenbahngesellschaft Ferrocarriles de Cuba (FCC oder FC, auch: Ferrocarriles Nacionales de Cuba) betrieben.

## Streckennetz
Das Streckennetz mit Normalspur (1435 mm) erstreckt sich von Guane (Provinz Pinar del Río) im westlichsten Teil der Insel bis zur Bucht von Guantánamo im Ostteil. Es umfasst ohne Berücksichtigung der Zuckerbahnen rund 4226 Kilometer, von denen 140 Kilometer elektrifiziert sind. Aufgrund der gestreckten Form Kubas gibt es eine Hauptstrecke in West-Ost-Richtung von Havanna über Santa Clara, Ciego de Ávila, Camagüey und Las Tunas nach Santiago de Cuba, die sich in Nebenstrecken nach Cienfuegos, Sancti Spíritus, Nuevitas und Holguín verzweigt bzw. nach Pinar del Río und Guantánamo verlängert.
Die Strecken sind überwiegend eingleisig. Einige Strecken, etwa nach Trinidad an der Südküste, sind nach Beschädigungen durch Naturkatastrophen außer Betrieb.

## Geschichte

### Ab 1836: Pionierzeitalter

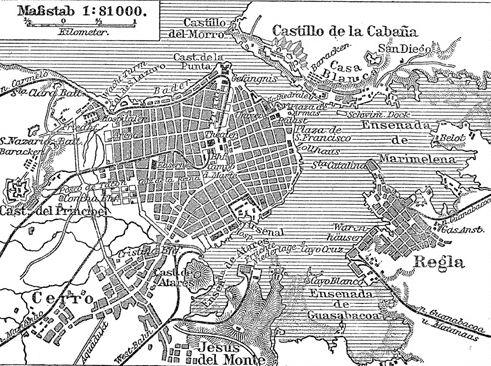
Plan von Havanna mit Eisenbahnlinien ca. 1888

Bereits 1836 baute Gaspar Betancourt Cisneros eine Pferdeeisenbahn von Camagüey (damals Puerto Príncipe) nach Nuevitas im Osten der Insel, die als erste Eisenbahn Kubas gelten kann.
Am 12. Oktober 1834 genehmigte König Ferdinand VII. von Spanien den Bau der Eisenbahnstrecke von Havanna nach Bejucal. Als die Strecke am 19. November 1837 eröffnet wurde, war sie die erste mit Dampflokomotiven betriebene Eisenbahn in Lateinamerika. Nur in einigen Ländern Europas und den USA fuhren bereits Eisenbahnen, das Mutterland Spanien besaß noch keine Eisenbahnstrecke. Die Strecke war zunächst 27,5 Kilometer lang und wurde bis zum 19. November 1839 um 17 Kilometer nach Güines verlängert. Im Dezember 1843 wurden die Städte San Felipe und Batabanó, 1844 San Antonio de los Baños angeschlossen. Bis Mitte des 19. Jahrhunderts entstand so ein Netz im Umfang von etwa 100 km.
Ab 20. November 1857 wurde in Havana die städtische Straßenbahn (Ferrocarril Urbano de la Habana) gebaut, zur Eröffnung am 3. Februar 1859 war sie nach Paris eine der ersten der Welt. Die erste Strecke führte vom Bahnhof zum Hafen, bis 1865 wurde das Netz auf 17 Kilometer erweitert. 32 Personen- und 16 Frachtwagen waren 1865 in Betrieb.
| Eröffnungsdatum   | von                               | nach                     | Länge   | Betreiber                                  |
| ----------------- | --------------------------------- | ------------------------ | ------- | ------------------------------------------ |
| 1836              | Camagüey (damals Puerto Príncipe) | Nuevitas                 | ?       |                                            |
| 19. November 1837 | Havanna                           | Bejucal                  | 27,5 km | Compañía de Caminos de Hierro de La Habana |
| 19. November 1839 | Bejucal                           | Güines                   | 17 km   | Compañía de Caminos de Hierro de La Habana |
| Dezember 1844     | Rincón                            | San Antonio de los Baños | 13 km   | Compañía de Caminos de Hierro de La Habana |
| Dezember 1847     | Güines                            | Los Palos                | 31 km   | Compañía de Caminos de Hierro de La Habana |
| November 1848     | Los Palos                         | Unión de Reyes           | 21 km   | Compañía de Caminos de Hierro de La Habana |
| August 1849       | San Antonio de los Baños          | Guanajay                 | 21 km   | Compañía de Caminos de Hierro de La Habana |
| 15. Oktober 1861  | Güines                            | Matanzas                 | ?       | Compañía de Caminos de Hierro de La Habana |

1869 entstand aus den Gesellschaften Compañia de Caminos de Hierro de La Habana und Ferrocarriles de la Bahia de la Habana die Ferrocarriles Unidos de la Habana (FCUH). Diese kubanische Gesellschaft wurde 1898 nach dem Spanisch-Amerikanischen Krieg von der anglo-amerikanischen Gesellschaft United Railways of Havana übernommen.

### Um 1900: Lückenschluss zwischen Ost und West
Unter der Federführung des Kanadiers Sir William Van Horne (1843–1915) wurde die Lücke von 573 Kilometer zwischen der Provinz Las Villas (Santa Clara) und dem Osten (Camagüey) bis zum 8. Dezember 1902 geschlossen.
In der Folge gab es eine Reihe von Erweiterungen:
- 1907 Abzweig von Cacocum nach Holguín (17 km).
- 1909–1911 Zweig Martí–Bayamo–San Luis, Zweig nach Manzanillo (insgesamt 280 km)
- 1915–1925 Zweig Santa Cruz del Sur–Camagüey (99 km)
- 1914–1919 von Placetas durch das Escambray-Gebirge bis nach Trinidad[3]

1912 wurde in Havanna die neue Estación Central de Ferrocarriles im eklektizistischen Stil gebaut.

### 1921: Die FCUH entwickelt sich zur größten Eisenbahngesellschaft auf Kuba
Die Ferrocarriles Unidos de la Habana wird durch Übernahme mehrerer kleinerer Gesellschaften zur größten Eisenbahngesellschaft auf Kuba und kontrolliert das komplette Eisenbahnnetz in der Westhälfte des Inselstaates.

### 1924: Gründung Ferrocarriles Consolidados de Cuba
1924 wurde in einer umstrittenen Gesetzgebung die Ferrocarriles Consolidados de Cuba als Vorläuferin der Ferrocarriles de Cuba gegründet und die vorher unabhängigen Gesellschaften
- The Cuba Railroad Company
- Ferrocarriles del Norte de Cuba
- Ferrocarril de Camagüey a Nuevitas

miteinander vereinigt.
Später gab es folgende Übernahmen von Gesellschaften:
- 1927 Ferrocarril Espirituano Tunas de Zaza–Sancti Spiritus (42 km)
- 1948 Ferrocarril Guantánamo y Occidente (125 km)

### 1940 bis 1959
Während des Zweiten Weltkrieges litt die Eisenbahn unter Ressourcenmangel, insbesondere Treibstoff, konnte jedoch beachtliche Steigerungen in der Transportleistung erzielen, da der Straßenverkehr aufgrund des Gummi- und Treibstoffmangels größtenteils lahmgelegt war.
So wurden 1940/41 241 % mehr Passagiere, 73 % mehr Zucker und insgesamt 53 % mehr Tonnen gegenüber 1931/32 mit nur 80 % der Lokomotiven transportiert.
In den 1940er Jahren wurden so durchschnittlich 3,4 Millionen Reisende und 10 Millionen Tonnen Ladung pro Jahr transportiert. 1943 wurde die Gesellschaft Omnibus La Cubana mit ihren Überlandbuslinien zwischen Santiago de Cuba, Palma Soriano, Bayamo und Havanna übernommen.
1948 folgte die Gründung der Omnibus La Criolla, S. A. (Santiago de Cuba–La Maya–Guantánamo) und der Omnibus La Mambisa, S. A. Santiago de Cuba–El Cobre als Tochterunternehmen. Die Routen von Omnibus La Cubana und La Criolla verliefen parallel zu bestehenden Eisenbahnlinien und sollten den geplanten Ersatz des Eisenbahnreiseverkehrs abseits der Hauptstrecke vorbereiten.
Ab 1945 wurden neue Fahrzeuge beschafft, so zehn Mikado-Dampflokomotiven für den Zuckertransport und dieselelektrische Lokomotiven für den Fernzugverkehr Santiago de Cuba–Havanna. 1950 umfasste das Netz etwa 5000 km. Im Februar 1951 wurde mit klimatisierten BUDD-Triebwagen ein 1.-Klasse-Service zwischen Camagüey und Havanna (Fahrzeit rund neun Stunden, inklusive Essen am Platz) eingerichtet. Das ebenfalls beschaffte Wagenmaterial ist zu großen Teilen bis heute im Einsatz. Nach dem Sieg der Kubanischen Revolution 1959 wurde auch die Eisenbahn verstaatlicht.
Nach Ende der ersten Spezialperiode wurde die technische Ausstattung der Bahnbetriebswerke verbessert und moderne Gleisbauwerkzeuge beschafft. Die Gleise auf vielen Hauptstrecken wurden ersetzt und neue Stationsgebäude errichtet.

### 1958: Angriff auf den Tren Blindado
Während der kubanischen Revolution fand am 29. Dezember 1958 in Santa Clara ein Zugüberfall statt, an den dort heute das Nationalmonument Tren Blindado erinnert. Ernesto Che Guevara und zwei Dutzend von ihm kommandierte Rebellen brachten einen Panzerzug zum Entgleisen und erbeuteten Waffen und Munition, mit denen Che Guevara die Einnahme von Santa Clara gelang.

### 1959: Ferrocarriles Nacionales de Cuba
Seit der Revolution wird das landesweite Eisenbahnnetz durch die Ferrocarriles Nacionales de Cuba kontrolliert. Die Zuckerbahnen unterstanden bis zu seiner Auflösung dem MINAZ.
Im August 1961 stellte die Betreibergesellschaft West India Fruit and Steamship Company die Eisenbahnfährverbindungen von Havanna in die USA endgültig ein.
Durch die politische Konfrontation der kubanischen Revolutionsführung mit den USA war der Handel eingeschränkt und ein weiterer Betrieb unmöglich geworden.

### 1960 bis 1989
1963 besuchte eine Delegation von der Ferrocarriles Nacionales de Cuba Großbritannien und führte Gespräche mit British Railways über die Möglichkeit des Modifizierens von britischen Lokomotiven für den Gebrauch in Kuba. Aufgrund der gewonnenen Informationen bestellte Kuba zehn dieselelektrische Lokomotiven von Brush basierend auf der Class 47 mit Sulzer-Maschine.
Für Brush war der Auftrag politisch heikel, da der Mutterkonzern Hawker Siddeley bedeutende Interessen im Rüstungssektor der USA hatte. Das von den USA verhängte Embargo sowie die noch immer gespannte Lage nach der fehlgeschlagenen Invasion in der Schweinebucht und der Kubakrise geboten eine Geheimhaltung des Auftrages.
Um die Öffentlichkeit zu täuschen, wurde eine umfangreiche Verschleierung durchgeführt.
Es wurde erklärt, dass die Loks in den Hatton Works der Clayton Equipment Company bei Derby (statt in den eigenen Falcon Works) gebaut werden. Die Herstellerschilder wurden entsprechend manipuliert und die benötigte Arbeitszeit wurde nicht ausgewiesen. Auf Drehgestellen von Güterwagen wurden sie zur Endmontage und Lackierung durch die International Combustion Ltd. in Derby überführt. Die anschließenden Tests der Loks auf der Linie Derby–Bristol fanden im Schutze der Dunkelheit und aufgrund der Kupplungen ohne Wagen statt. Die ersten zwei Loks wurden vom Hafen Hull an Bord des jugoslawischen Frachters Kolasin nach Kuba gebracht. Trotz aller Geheimhaltung war dies auf der Titelseite der Hull Daily Mail zu lesen. Bis Anfang 1966 waren alle Lokomotiven (2501–2510) ausgeliefert. Nach der Ankunft in Kuba behielten die Loks ihre grüne Lackierung, jedoch wurde ein gelber Streifen und die gelbe Beschriftung der Ferrocarriles Nacionales de Cuba hinzugefügt. Zunächst wurden die Nummern auf T975–T984 geändert, später verwendet man die alten Nummern unter Vorsatz einer 5. Später wurden sie rot lackiert und waren bis Februar 1992 im Einsatz. Danach wurden sie bei Cárdenas abgestellt und sind wahrscheinlich zerlegt worden.
Seit 1966 ist die kubanische Eisenbahn Mitglied in der Organisation für die Zusammenarbeit der Eisenbahnen (OSShD / OSJD).
1988 gab es auf Kuba Bahnstrecken im Umfang von 12.500 km, davon 7.700 km, die nicht der Staatsbahn, sondern dem Ministerium für Zuckerindustrie unterstanden.

### 1990 bis 2000: Zusammenbruch
In den frühen 1990er Jahren traf die Wirtschaftskrise infolge des Zusammenbruchs der Sowjetunion und des Ostblocks die Eisenbahn. Treibstoffmangel und das Fehlen von Ersatzteilen brachte den Eisenbahnbetrieb weitgehend zum Stillstand.
1995 umfasste das öffentliche Eisenbahnnetz 5219 km in Normalspur, wovon 199 km mit 3000 Volt Gleichspannung elektrifiziert waren. Darüber hinaus gab es 7742 km Bahnen in den Spurweiten 1435 mm, 914 mm und 760 mm, die dem saisonalen Transport von Zuckerrohr dienten.
Ab ca. 1996 beschaffte die kubanische Eisenbahn gebrauchtes Material im Ausland, um die durch Ersatzteilmangel ausgefallenen Lokomotiven zu ersetzen, etwa fünf Loks vom MLW-Typ RSC-14 aus Kanada und neun elektrische Triebwagen für die Hershey-Bahn von der spanischen Ferrocarrils de la Generalitat de Catalunya (FGC).

### 2000 bis 2010: Wiederbelebung

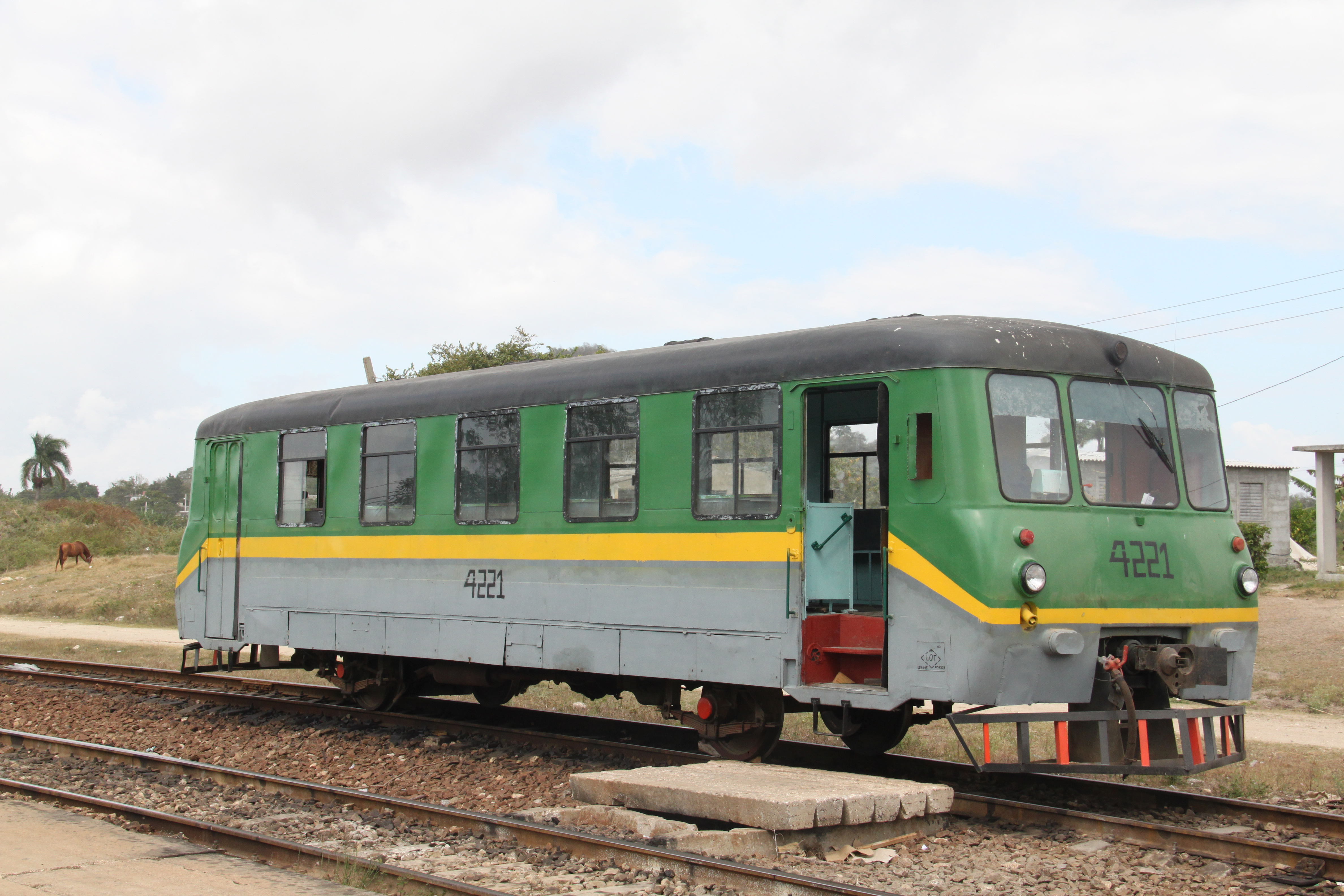
VT 771 auf Kuba

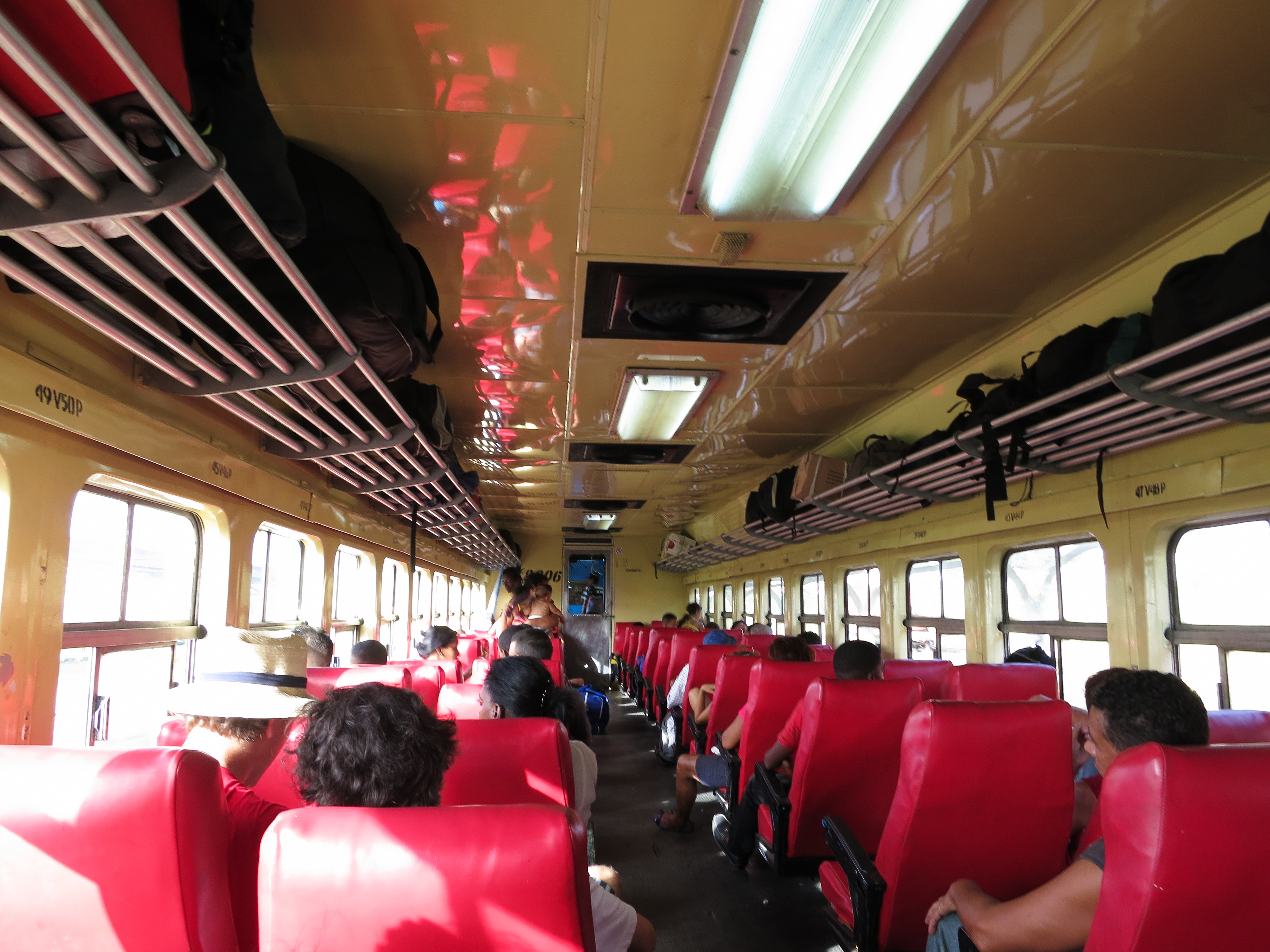
Fahrgastraum eines aus Mexiko stammenden Reisezugwagens auf der Strecke nach Santa Clara

Mit einer Verbesserung der wirtschaftlichen Lage setzte eine Wiederbelebung der Eisenbahn ein. In größerer Zahl werden nun gebrauchte Fahrzeuge aus Kanada, Mexiko und Europa importiert. Von der Deutschen Bahn wurden 2002 gebrauchte Leichttriebwagen der Baureihe 771 gekauft, diese konnten wegen der nicht zu öffnenden Fenster und der nicht vorhandenen Klimaanlage nur bedingt eingesetzt werden. Die Wagen wurden praktisch ohne Änderungen eingesetzt. Selbst die Beschriftungen in den Wagen wurden nicht verändert, weder im Fahrgastraum noch auf den Führerständen, mit denen das Personal umgehen muss. Lediglich die Funkgeräte für den Zugfunk wurden schon vor der Abgabe ausgebaut, da es dafür in Kuba keine Verwendung gegeben hätte.
Der aufgrund des Treibstoffmangels aufrechterhaltene Dampfbetrieb wurde weitgehend eingestellt. Nur während der Zuckerrohrernte (genannt Zafra) sind noch einige Dampflokomotiven im Einsatz. Die Dampfloks werden jedoch teilweise als Reserve sowie für Touristenzüge und Fotogüterzüge weiter betriebsfähig gehalten. Die bestehende Trennung zwischen der Ferrocarriles de Cuba und MINAZ wurde aufgeweicht, eine weitreichende Zusammenarbeit bei Wartung und Betrieb hergestellt. Im Jahr 2006 wurden 112 Lokomotiven aus China importiert sowie mit dem Iran die Liefermöglichkeit von 500 Wagen vereinbart.
Die bestehenden Fahrpläne werden meist eingehalten, durch unzuverlässiges Material kommt es jedoch immer noch zu sehr großen Verspätungen. In diesem Zeitraum werden rund eine Milliarde Personenkilometer pro Jahr (Deutschland rund 73 Milliarden) zurückgelegt.
Zunehmende Probleme bei der Eisenbahn bereitet der mangelhafte Oberbauzustand und der Mangel an qualifiziertem Personal.

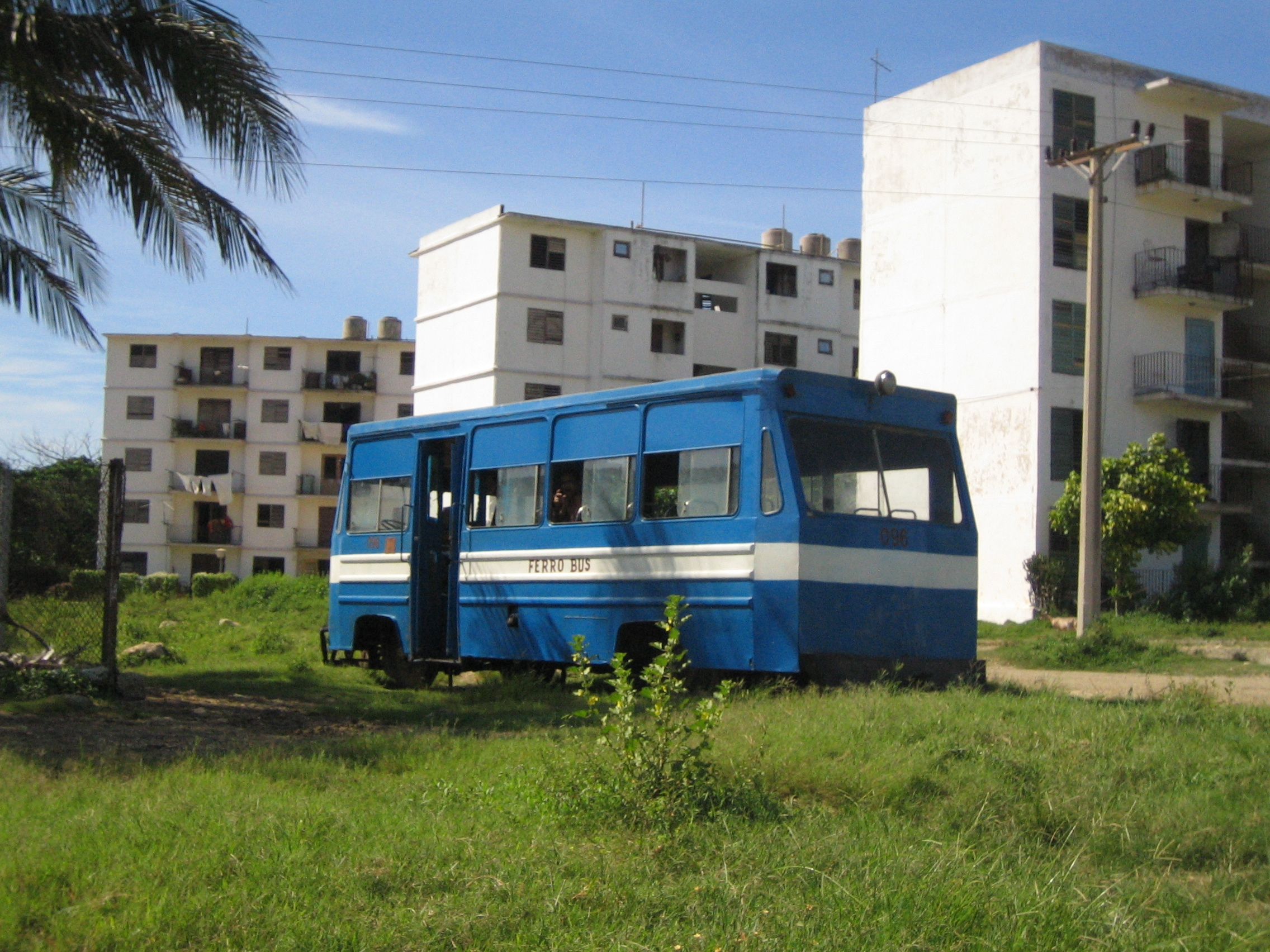
Ein Schienenbus in Levisa an der Nordküste bei Mayari

2005 vereinbarte Kuba mit China einen Vertrag über 100 Millionen US-Dollar zum Kauf von neuen Diesellokomotiven und insgesamt 1000 Linienbussen. Anfang 2006 wurden die zwölf neuen Diesellokomotiven des Typ DF7G-C (2500 PS) an Kuba geliefert. Diese werden vorwiegend im Personenfernverkehr eingesetzt. Insgesamt verfügt Ferrocarriles de Cuba über rund 500 Lokomotiven, von denen jedoch mehr als die Hälfte nicht betriebsfähig ist. Die Eisenbahn untersteht der Dirección de transporte ferroviario des Ministeriums für Verkehr.
Während durch umfangreiche Baumaßnahmen in den Jahren 2006 und 2007 eine Steigerung der Transportleistung kaum möglich war, stieg die Güterverkehrsleistung 2008 um 12 % gegenüber dem Vorjahr.
Der Güterverkehr hat auf Kuba Priorität gegenüber dem Personenverkehr. Kuba besaß Anfang 2009 259 Wagen für den Personennahverkehr, von denen allerdings nur 166 betriebsfähig waren. Für Personenfernzüge standen nur 60 der insgesamt 212 Wagen zur Verfügung.

### 2010 bis 2015: Anbindung Hafen Mariel
Für 2011 wird von der UFC eine Transportleistung von 15,5 Millionen Tonnen Ladung angegeben. Dies entspricht mit 1,38 Tonnen pro Einwohner ungefähr einem Drittel des deutschen Wertes von 4,57 Tonnen pro Einwohner. Im Oktober 2007 wurden 100 Reisezug- und 100 Güterwagen beim iranischen Hersteller Wagon Pars bestellt.
Seit Juli 2011 ist die UFC in die vier Unternehmensbereiche Occidente (West), Centro (Mitte), Centro Oeste (Mitte-Ost) und Oriente (Ost) für den Eisenbahnbetrieb und drei unterstützende Unternehmen für Bau, Logistik und Produktion von Gleisbaumaterial gegliedert.
Am Ende des Jahres 2012 erstreckte sich das öffentliche kubanische Eisenbahnnetz über 8125 Kilometer (2010: 5064 km). Kuba verfügte über 217 Lokomotiven, von denen allerdings nur 48 Prozent betriebsfähig waren.
Zwar wird das kubanische Eisenbahnnetz bereits seit Anfang der 2000er Jahre modernisiert, jedoch setzt die Regierung seit 2011 verstärkt Mittel zur Belebung des Sektors ein. Der Anschluss des neuen Hafens in Mariel steht dabei im Fokus.
Bereits 1989 begannen Bauarbeiten für eine neue zweigleisige Verbindung zwischen Havanna und Pinar del Río. Nach der Fertigstellung der Bahnhöfe Guanajay, Bauta und El Cano wurden die Arbeiten 1994 aufgrund der Sonderperiode in Kuba eingestellt. Mit der Entwicklung der Sonderwirtschaftszone und dem Containerhafen in Mariel wurden der Abschnitt zwischen Havanna und Artemisa fertiggestellt und um eine zweigleisige Zweigstrecke zum Hafen Mariel ergänzt. Seit Juli 2014 besteht für die Arbeiter des Hafens, der Sonderwirtschaftszone und die Anwohner der Strecke eine Verbindung nach Havanna Nuevo Vedado.
Nach Fertigstellung bis 1. März 2015 fahren diese Züge bis Artemisa und der Fernzug nach Pinar del Rio auf dem neuen Abschnitt.

### Ab 2015 bis 2020: Erneuerung

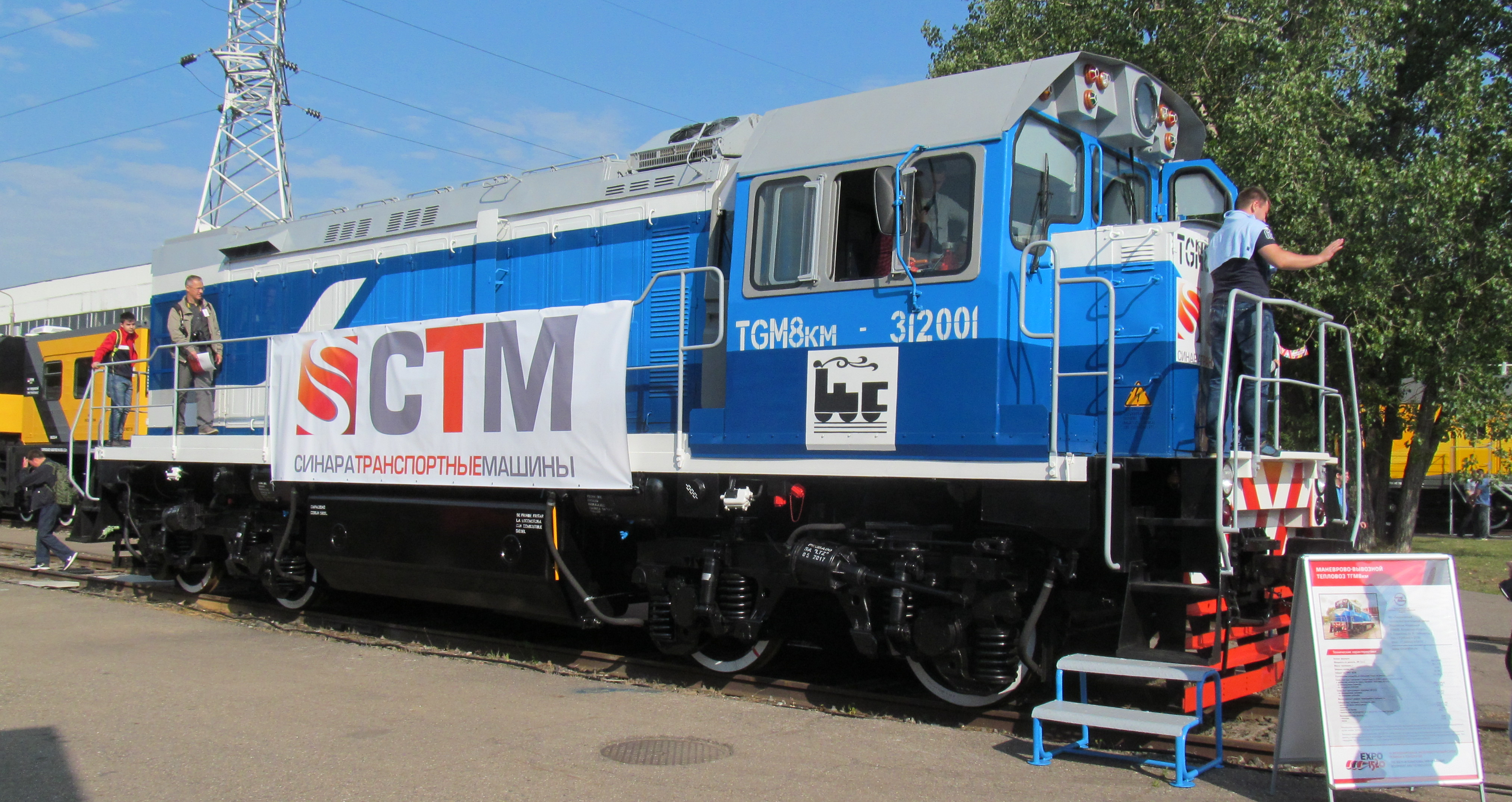
Eine zum Export nach Kuba bestimmte TGM8KM mit Logo der FC auf der Ausstellung EXPO1520 in Moskau 2017

Die kubanische Regierung und die Russischen Eisenbahnen schlossen im November 2016 ein Abkommen über die Erneuerung der kubanischen Eisenbahninfrastruktur bis zum Jahr 2030 mit einem Volumen von einer Milliarde Euro. Geplant ist eine Modernisierung der zentralen Verbindungen von Havanna nach Santiago. Die Strecke wurde bereits in den 1980er Jahren mit sowjetischer Hilfe teilweise erneuert. Auch die Linie Santa Clara–Cienfuegos, Havanna–Navajas mit der Querverbindung zur Zentrallinie in Jovellanos sollen erneuert werden.
Der Plan sieht außerdem den Bau einer Zweigstrecke nach Varadero vor.
Bis 2021 sollen 75 Lokomotiven der Bauart TGM-8KM des russischen Herstellers Sinara geliefert werden. Die Auslieferung der ersten Maschine erfolgte im Juni 2017, bei einer Zeremonie im Dezember 2020 wurde eine Charge von sieben Lokomotiven übergeben. Die Lokomotiven sind eine Modifikation der SŽD-Baureihe ТГМ6 für den Einsatz in tropischen Gebieten. Bereits in den 1990ern wurden acht Diesellokomotiven gebaut, jedoch später in Russland eingesetzt.
Mit den Lokomotiven wurde auch ein auf Basis eines Autobusses gefertigter ultraleichter Schienenbus als Prototyp geliefert.
Am 24. Februar 2017 ereignete sich auf eingleisiger Strecke eine schwere Kollision eines Triebwagens mit einem für die Zuckerernte eingesetzten Güterzug fünf Kilometer nördlich von Sancti Spíritus auf der Strecke nach Tuinucú. Der Unfall forderte 6 Tote und 48 Verletzte.
Im Jahr 2019 sind als Rollmaterial 580 Lokomotiven, 13468 Güterwagen, 265 Personenwagen vorhanden. Die Eisenbahn beschäftigt 21.000 Arbeiter und umfasst ein Streckennetz von 8194 km (davon 58 km elektrifiziert), 1839 Brücken, 4567 Bahnübergänge und 252 Stationen.

### Ab 2020
Im Jahr 2020 gab es mit 3,3 Millionen Passagieren einen starken Einbruch aufgrund der COVID-19-Pandemie von zuvor ca. 5,9 Millionen Passagieren im Jahr 2019, welcher sich 2021 mit nur noch 1,5 Millionen Passagieren verstärkte. Seit 2022 hat sich die Zahl der Passagiere bei ca. 4 Millionen pro Jahr stabilisiert. Der Güterverkehr reduzierte sich bis 2023 auf 37 Prozent der Transportleistung von 2019.
Nach einem Bericht für das Jahr 2023 umfasst das betriebene kubanische Streckennetz 7800 Kilometer, davon 240 Kilometer elektrifiziert,  mit 252 Bahnhöfen, 4567 Bahnübergängen und mehr als 2.500 Brücken. Die Unión de Ferrocarriles verfügt über 291 Lokomotiven, 5.100 Güterwagen, 37 Triebwagen und 71 Schienenbusse. Darüber hinaus verfügt das Unternehmen über 173 Busse, 7 Hauptreparaturwerkstätten, 21 Werkstätten für Betrieb und schwere Wartung sowie 79 Werkstätten für Inspektion und leichte Wartung. Von 2018 bis 2023 ist die Unfallrate von 4,6 auf 2,8 Verletzte pro 100.000 gefahrene Zugkilometer gesunken. Für die Gleisinstandhaltung werden jährlich zwischen 60.000 und 80.000 Betonschwellen benötigt. Kuba verfügt über 13 Be- und Entladezentren für Fracht in Havanna und den meisten Provinzhauptstädten, sowie Jovellanos, Bayamo und Cueto.
Zwischen Guantánamo und Santiago verkehrt seit Ende April 2024 zweimal wöchentlich ein Zug. Sein Hauptziel ist es, Studenten zwischen beiden Städten zu transportieren, weshalb er als tren universitario (Universitätszug) bezeichnet wird, steht jedoch auch allgemein der Bevölkerung zur Verfügung. Die Route besteht aus 11 Haltestellen und die Fahrt dauert regulär drei Stunden und 40 Minuten und hat eine Kapazität von 350 Passagieren. Der Fahrpreis beträgt 100 Pesos. Fahrkarten können online via Transfermóvil erworben werden.
Im Mai 2024 wurde die Bahnstrecke zwischen Pinar del Río und Havanna nach über vier Jahren Stillstand wiedereröffnet. Hierzu musste ein Zug bestehend aus Lok und vier Waggons reaktiviert und die Gleise instand gesetzt werden. Die Frequenz soll zweimal pro Woche in jeder Richtung betragen. Pro Fahrt können bis zu 320 Passagiere befördert werden. Allerdings dauert die Fahrt mehr als doppelt so lange wie mit dem Bus. Die planmäßige Fahrzeit für die etwa 200 km lange Strecke mit 22 Zwischenhalten beträgt sieben Stunden.

## Frühere Bahngesellschaften
Das Streckennetz umfasst Teile, die von folgenden ehemaligen Bahngesellschaften erbaut wurden:

### Ferrocarriles Unidos de la Habana
Die Ferrocarriles Unidos de la Habana waren eine Eisenbahngesellschaft, die 1869 gegründet wurde und sich nach 1900 zur größten Eisenbahngesellschaft auf Kuba entwickelte, bis sie 1953 verstaatlicht und aus ihr die Ferrocarriles Occidentales de Cuba wurden.

### Ferrocarriles del Norte de Cuba
1916 gründet Colonel Jose M. Tarafa die Ferrocarriles del Norte de Cuba. Die Gesellschaft baute die nördlich des Abschnittes der Hauptstrecke zwischen Camagüey und Santa Clara parallel liegende Verbindung zwischen Nuevitas nach Morón, Florencia und Chambas. Hauptzweck war der Transport von Zucker aus den Zuckermühlen Violeta, Velasco und anderen zum weltgrößten Zuckerexporthafen Nuevitas. 1924 wurde die Gesellschaft per Gesetz in die Ferrocarriles Consolidados de Cuba eingegliedert.

### The Cuba Railroad Company
Die Cuba Railroad Company wurde 1902 mit dem Ziel gegründet, Havanna und die östlichen Eisenbahnen um Camagüey zu verbinden. Der Kanadier William Cornelius Van Horne (1843–1915) leitete die Arbeiten. 1924 wurde die Gesellschaft Gründungsbestandteil der Ferrocarriles Consolidados de Cuba.

### Ferrocarril de Camagüey a Nuevitas
Unter der Leitung von Gaspar Betancourt Cisneros wurde 1836 die rund 80 Kilometer lange Verbindung der Ferrocarril de Camagüey a Nuevitas zwischen Camagüey und Nuevitas als Pferdeeisenbahn errichtet. 1924 wurde sie ebenfalls in die Ferrocarriles Consolidados de Cuba eingegliedert.

### Ferrocarril Espirituano
Die 42 Kilometer lange Strecke der Ferrocarril Espirituano von Sancti Spíritus nach Tunas de Zaza wurde 1927 von der Ferrocarriles Consolidados de Cuba übernommen.

### Ferrocarril Gibara–Holguín

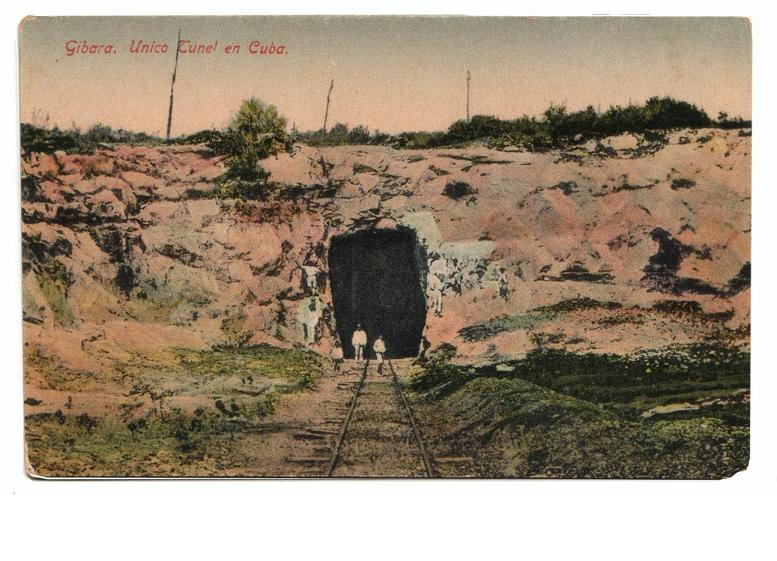
Tunnel bei Gibara

Die ab 1883 gebaute Schmalspurbahn Gibara-Holguín wurde von 1885 bis 1956 betrieben und verfügte über den einzigen Eisenbahntunnel auf Kuba bei Gibara.

### Ferrocarril Guantánamo y Occidente
Die Ferrocarril Guantánamo y Occidente betrieb bis zur Übernahme 1948 die 125 Kilometer lange Verbindung zwischen San Luis und Guantánamo.

## Zuckerbahnen

Ausgemusterte Dampflokomotive, gebaut von Baldwin, Philadelphia (USA)

Der früher die Insel prägende Zuckerrohranbau hat ein weit verzweigtes Netz (rund 7742 km) an normal- (Anteil etwa 65 %) und schmalspurigen Eisenbahnstrecken geschaffen. Sie dienen dem Transport des frisch geernteten Zuckerrohrs in die Zuckermühlen und der Endprodukte zu den Häfen. Bis 2005 wurden dazu noch teilweise Dampflokomotiven verwendet. Heute dienen sie nur noch als Reserve für Diesellokomotiven.
Während der jährlichen Zuckerrohrernte im Frühjahr muss die gesamte Ernte innerhalb weniger Wochen transportiert werden, da das Zuckerrohr bereits wenige Tage nach dem Schnitt unbrauchbar wird.
Die Zuckerbahnen unterstehen dem staatlichen Zuckerunternehmen MINAZ (Ministerio del Azúcar).
Von der Zafra-Bahn gibt es eine modular konzipierte, originalgetreue Modelleisenbahnanlage in Baugröße 0n30. Ein weiteres Modell befindet sich im Rummuseum von Havanna.

## Bekannte Strecken

### Hershey-Bahn
Siehe auch: Hershey-Bahn
1916 kaufte die Hershey Chocolate Corporation of Pennsylvania große Ländereien östlich von Havanna. Zwischen der Hauptstadt (etwa 45 Kilometer östlich) und Matanzas baute sie eine große Zuckermühle (Central Hershey). Zum Transport der Produkte und Arbeiter wurde ein 135 Kilometer langes Gleisnetz geschaffen, das ab 1919 elektrifiziert wurde. Im Januar 1922 begann der Personenbetrieb zwischen Matanzas und der Zuckermühle mit Rollmaterial der Firmen General Electric und J. G. Brill. Momentan ist es das einzige elektrifizierte Netz auf Kuba. Nur der Personenverkehr erfolgt noch elektrisch mit aus Spanien importierten Triebwagen. Betreiber ist die Ferrocarril Eléctrico de Cuba mit Sitz in Havanna.

### Tren No. 1 (ehemaliger Tren Francés)
Der Expresszug mit der Nummer 1 von Havanna nach Santiago (Nr. 2 in Gegenrichtung) ist das Flaggschiff der kubanischen Eisenbahn. Zwischenhalte gibt es in Santa Clara und Camagüey. Bis 2019 bestanden die Züge aus DF7G-C-Diesellokomotiven und gebraucht von der SNCF gekauften Reisezugwagen. Diese klimatisierten Wagen mit Wagenkästen aus rostfreiem Stahl wurden ursprünglich als Trans-Europ-Express zwischen Paris, Brüssel und Amsterdam eingesetzt. Sie wurden im Jahre 2001 nach Kuba verkauft. Seit 2019 werden neu importierte Reisezugwagen aus China eingesetzt. Die Kapazität beträgt rund 600 Plätze pro Fahrt. Der Zug ist für kubanische Maßstäbe ausgesprochen pünktlich und zuverlässig.

## Rollmaterial
| Anzahl | Typ    | Hersteller                 | Land       | Anmerkungen                                                                        |
| ------ | ------ | -------------------------- | ---------- | ---------------------------------------------------------------------------------- |
| 108    | TE114K | Lokomotivfabrik Luhansk    | UdSSR      |                                                                                    |
| 79     | TEM2TK | Maschinenbaufabrik Brjansk | UdSSR      |                                                                                    |
| 70     | DVM-9  |                            | Ungarn     |                                                                                    |
| 50     | MX624  | MLW                        | Kanada     |                                                                                    |
| 41     | G8     | EMD                        | USA        |                                                                                    |
| 40     | TEM4   | Diesellokfabrik Ljudinowo  | UdSSR      |                                                                                    |
| 30     | MGO    |                            | Frankreich |                                                                                    |
| 25     | TEM15  |                            | UdSSR      |                                                                                    |
| 12     | GMD1   | General Motors Diesel      | USA        |                                                                                    |
| 20     | M62-K  | Lokomotivfabrik Luhansk    | UdSSR      |                                                                                    |
| 19     | C30-7  | GE                         | USA        |                                                                                    |
| 16     | BR 771 | Waggonbau Bautzen          | DDR        | Leichttriebwagen, nach 2000 gebraucht geliefert, zusätzlich 3 Steuerwagen BR 971   |
| 14     | BR 772 | Waggonbau Bautzen          | DDR        | Leichttriebwagen, nach 2000 gebraucht geliefert, zusätzlich 21 Steuerwagen BR 972  |
| 12>    | DF7G-C |                            | China      | neu geliefert 2005–2008 insgesamt 51 chinesische Maschinen unterschiedlichen Types |
| 75     | TGM8   | Sinara                     | Russland   | Lieferung bis 2021                                                                 |
| 1/(80) | RA-26  | Sinara Werk Kalugaputmash  | Russland   | Schienenbus Prototyp Lieferung 2019                                                |

## Hinweise für Touristen
Einen Fahrschein auf seinen Namen mit Platznummer für Fernzüge erhält man einen Tag vor der Abfahrt in den städtischen Reservierungsbüros der Eisenbahn oder an größeren Bahnhöfen. Mindestens eine Stunde vor der Abfahrt muss der Fahrschein am Abfahrtsbahnhof noch rückbestätigt (gestempelt) werden, da ansonsten der reservierte Platz weiter vergeben wird. Die Schaffner im Zug überprüfen anhand von Listen die Platzbelegung, so dass der reservierte Platz auf jeden Fall genutzt werden kann. Schwarz gekaufte Fahrkarten ohne den eigenen Namen sind wertlos, Stehplätze gibt es in den Fernzügen keine. Mit Ausnahme des „französischen Zuges“ für Touristen zwischen Havanna und Santiago gibt es keine speziellen Angebote für Ausländer, man fährt mit den regulären Zügen.